# گریگور پاپانیان
گریگور هوهانسی پاپانیان (ارمنی: Գրիգոր Հովհաննեսի Փափանյան؛ زادهٔ ۲۰ اکتبر ۱۹۴۸) یک  سیاستمدار اهل ارمنستان است که از تاریخ ۱۹۹۰ تا تاریخ ۱۹۹۵ سمت نمایندگی دوره اول شورای عالی جمهوری ارمنستان را برعهده داشت.

## زندگی‌نامه
در 	۲۰ اکتبر ۱۹۴۸ ‏در ارمنستان به دنیا آمد . 